# Lée
 Lée  es una población y comuna francesa, en la región de Aquitania, departamento de Pirineos Atlánticos, en el distrito de Pau y cantón de Pau-Est.
Entre el 1 de enero de 1973 y el  1 de enero de 1989 Lée formó parte de la comuna  Idron-Lée-Ousse-Sendets.

## Demografía
| 295                       | 191 | 174 | 129 | 179 | 270 | 290 | 252 | 239 | 234 | 254 | 250 | 248 | 255 | 237 | 230 | 214 | 214 | 212 | 206 | 198 | 193 | 195 | 197 | 189 | 197 | 204 | 248 | 313 | 282 | 420 | 446 | 778 | 1 142 |
| (Fuente: Cassini e INSEE) |     |     |     |     |     |     |     |     |     |     |     |     |     |     |     |     |     |     |     |     |     |     |     |     |     |     |     |     |     |     |     |     |       |